# デュフェル
デュフェル、デュッフェル、ドゥッフェル（オランダ語: Duffel [ˈdʏfəl]）は、ベルギー・アントウェルペン州にある基礎自治体である。付属する自治体を含まず単独で町を構成しており、2006年1月1日現在の人口は16,019人である。町域面積は22.71 km²で、人口密度は705人/km²である。
ダッフルコートの名称は、デュフェルの英語名ダッフルに由来する。これは、デュフェルの産品である起毛仕上げの厚手のメルトン生地（紡毛織物・ウール生地）を用いたことから命名された。

## 交通
- デュフェル駅